# 오키나와 국제 영화제

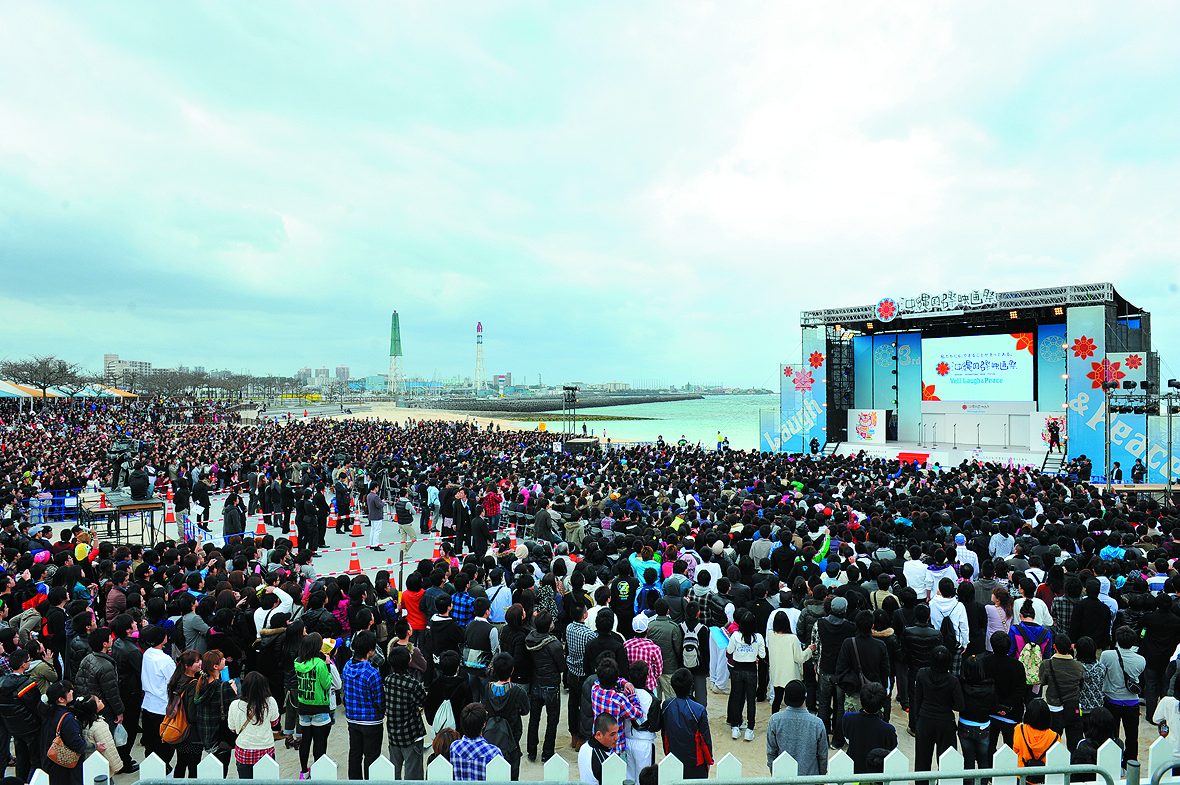
제3화 오키나와 국제 영화제

오키나와 국제 영화제(일본어: 沖縄国際映画祭, 영어: Okinawa International Movie Festival)는 일본 오키나와 현에서 개최되는 영화제이다.

## 같이 보기
- 요시모토흥업